# Amicus Productions
Amicus Productions a fost o companie britanică de producție cinematografică cu sediul la Shepperton Studios, Anglia. A fost fondată de producătorii  americani  Milton Subotsky și Max Rosenberg.
În anii 1960-1970, compania britanică Amicus Productions a produs mai multe filme antologie de groază, începând cu Dr. Terror's House of Horrors (1965) și continuând cu  Torture Garden (1967), The House That Dripped Blood (1970), Asylum (1972), Tales from the Crypt (1972), The Vault of Horror (1973) și From Beyond the Grave (1974).

## Filme Amicus
- It's Trad, Dad! (1962)
- Just for Fun (1963)
- Dr. Terror's House of Horrors (1965)
- Dr. Who and the Daleks (1965)
- The Skull (1965)
- Daleks – Invasion Earth: 2150 A.D. (1966)
- The Psychopath (1966)
- The Deadly Bees (1966)
- Torture Garden (1967)
- Danger Route (1967)
- They Came from Beyond Space (1967)
- The Terrornauts (1967)
- A Touch of Love (1969)
- The Mind of Mr. Soames (1969)
- The House That Dripped Blood (1970)
- Scream and Scream Again (1970)
- I, Monster (1971)
- What Became of Jack and Jill? (1971)
- Asylum (1972)
- Tales from the Crypt (1972)
- The Vault of Horror (1973)
- From Beyond the Grave (1973)
- And Now the Screaming Starts! (1973)
- Madhouse (1974)
- The Beast Must Die (1974)
- The Land That Time Forgot (1974)
- At the Earth's Core (1976)
- The People That Time Forgot (1977)

## Legături externe
- Amicus Productions la Internet Movie Database
- Amicus Horror Films List Arhivat în 16 februarie 2020, la Wayback Machine.

## Vezi și
- Freddie Francis
- Listă de filme antologie de groază